# خير الدين الأسدي
خير الدين الأسدي باحث لغوي و مؤرخ سوري وحائز على وسام الاستحقاق السوري من الدرجة الأولى. ولد عام 1898-1899 في حي الجلوم بمدينة حلب، وتوفي عام 1971م في حلب. والده الشيخ عُمر بن محمد خير رسلان «أسد» (1874-1940)، وكان أستاذاً للصرف واللغة العربية في المدرسة العثمانية الكائنة في باب النصر والمدرسة الخسروية الكائنة بالقرب من مدخل قلعة حلب.
تلقى تعليمه الأول في مكتب «شمس المعارف» حيث تعلم بعضاً من اللغات التي كانت تدرس كالتركية والفارسية والفرنسية والإنجليزية، وألمّ بالسريانية كتابة و قراءة بالإضافة إلى اللغة العربية. وهو أحد مؤسسي جمعية العاديّات السورية.

## تعليمه
في عام 1907 بدأ يتردد على «المدرسة العثمانية» (أو ما تسمّى «بالمدرسة الرضائية»)، وكان في هذه الفترة يتابع تحصيله في المدارس التركية حتى بلغ «شهادة الرشدية» والتي تقابل الشهادة الثانوية اليوم، عندها انتقل إلى المدرسة العثمانية ليتابع دراسته باللغة العربية. تابع تحصيله العلمي بالمطالعة الخاصة، والاتصال بكبار الأدباء والمفكرين في عصره، وعمل في حقل التعليم أستاذا للغة العربية في «المدرسة الفاروقية»، ثم في «مدرسة هايكازيان» ثم في «اللاييك» وكان كثير التنقل والأسفار.

## حياته
- ولد في حي الجلوم في محافظة حلب عام 1898-1899 حسب وثيقة بيان الوفاة وبطاقته الشخصية الصادرة عن وزارة الداخلية في الجمهورية العربية السورية.
- تلقى تعليمهُ الأول في مكتب (شمس المعارف) التابع آنذاك للحكومة العثمانية، ثمَّ في مدرستي (الرضائية) و(الرشدية) بعد ذلك ألحقه والده بالمدرسة العثمانية.
- تابع تعليمه بالمطالعة الفردية الخاصّة.
- كوَّن لنفسهِ مكتبة عامرة وهو في العشرين من عمره، ساعده ذلك على دراسة المسائل النحويّة واللغويّة، والتفرُّغ العلمي.
- بعد تفكك الدولة العثمانية وقيام الدولة السورية، كان من أوائل مُعلمي اللغة العربية في مدرسة (الفاروقيَّة).
- في عام: 1923 أخرج مسرحية (الاستقلال) وفيها ما يُعمِّقُ حُبَّ الوطن عند الطلاب والثورة على الاستعمار الفرنسي، وأثناء عرض المسرحية انفجرت في يدهِ قطعة من البارود أدَّت على بتر يده اليسرى.
- ترك المدرسة (الفاروقيّة) ليُدرّسَ اللغة العربية في المدارس الخاصة، ومنها : الأليانس الفرنسية والهايكازيان الأرمنية و اللاييك.
- توفيَّ والدهُ الشيخ عُمر الأسدي عام 1940 فتركَ ذلك أثراً في حياته جعلهُ يتّجهُ إلى كُتب الُمتصوفة أمثال: (السهروردي، الشيرازي، ابن عربي، الحلاج)
- عام 1945 مَرِض خير الدين الأسدي فقررَّ أنْ يَهبَ مكتبته الضخمة لمؤسسة خيريّة، فأقنعهُ مُحافظ حلب آنذاك (إحسان شريف)، ورئيس البلدية (مجد الدين الجابري)، ومدير دار الكتب الوطنية (عمر أبو ريشة) بتقديم مكتبته إلى دار الكتب الوطنية مُقابل أجرٍ ماديّ.
- عام 1946 زار كلاً من فلسطين ومصر وتركيا والعراق وإيران.
- عام 1950 اُنتُخبَ أميناً للسر في جمعية العاديات بحلب وبقي بهذا العمل حتى وفاته.
- عام 1956 تركَ التدريس في المعهد مصر أثناء العدوان الثلاثي عليها.
- عام 1961 أوصىَ الشاعر سليمان العيسى بترشيحهِ لجائزة الدولة التقديرية، إلاَّ أنَّ ذلك لم يحدث أثناء حياته.
- عام 1971 انتقل إلى المبرّة الإسلامية (دار العجزة) بحلب، وتوفي هناك ليلة 28 وصباح يوم 29 كانون الأول/ ديسمبر عام 1971.
- كان عضوا في اتحاد الكتاب العرب وجمعية العاديات.

كان مولعاً بجمع الآثار والتحف والصور والتسجيلات الموسيقية ففي عام 1951 بدأ العمل في موسوعته الكبرى حتى عام 1956 حيث تابع رحلاته العلمية فزار كلاً من يوغوسلافيا والمجر وبلغاريا والنمسا، كما قام برحلة إلى شمال أفريقيا فزار ليبيا وتونس والمغرب وإسبانيا.
وقد نظم الشاعر المُربي محمد عارف الرفاعي قصيدة مواساة حين بُترت كف العلاّمة الأسدي في عام 1923 في الحادثة المعروفة، وقد نشرت في جريدة سورية الشمالية العدد 172 أيلول عام 1923 في حلب. قصيدة يدان للشاعر محمد عارف الرفاعي بمناسبة حادثة فقد يد صديقه العلاّمة خير الدين الأسدي جاء فيها:

## مؤلفاته

غلاف كتاب أحياء حلب وأسواقها من تأليف خير الدين الأسدي وزاد عليه وقدمه عبدالفتاح روّاس قلعه جي.

غلاف كتاب حلب: الجانب اللغوي من الكلمة، 1951م.

غلاف كتاب يا ليل، 2004م.

ترك الكثير من الآثار ومعظمها مخطوطات، فمن مؤلفاته - إضافة إلى ما سبق ذكره: «قواعد الكتابة العربية»، ووضع كتاباً في النثر الشعري سماه «أغاني القبة الصوفية».
وكان قمة إنتاجه موسوعة حلب المقارنة - تاريخ القلم العربي- وهي موسوعة في النحو استغرق في كتابتها 30 عاماً وسجل فيها تراث حلب غير المادي من حكم وأمثال وعادات وأخبار. وبحث في جذور كلمات اللهجة الحلبية بحثاً عميقاً متميزاً.
وممّا كتب عن موسوعة حلب المقارنة ما يلي: «أنا ابن السادسة والستين، لا مندوحة لي عن الخيال وإلا جفت أمامي الحياة وأمحلت، ولكن صبراً أيها الخيال الحبيب فعما قريب ينتهي الكتاب (يعني موسوعة حلب) وآنئذ تمرح وتلعب».
ومن مؤلفاته مخطوطة أحياء حلب وأسواقها حققها وأضاف عليها و وضع فهارسها الأستاذ عبد الفتاح روّاس قلعجي، من منشورات وزارة الثقافة السورية سنة 1984.

### كما صدر له
1. يا ليل (دراسة). مطبعة الضاد، حلب: 1957.
2. عروج أبي العلاء للشاعر الأرمني أويديك إسحاقيان. (ترجمة بالاشتراك)، حلب: 1940.
3. أغاني القبة (نفحات من الشعر الصوفي المنثور). مطبعة الضاد، حلب: 1951.
4. السماء (مقالة). مطبعة النهضة، حلب: 1940.
5. أحياء حلب (دراسة) دار قتيبة، دمشق: 1942.

### مخطوطات
1. الله
2. أيس وليس
3. الألف
4. الموسوعة في النحو
5. تاريخ القلم العربي

هذا بالإضافة إلى العديد من المقالات اللغوية والأدبية التي نشرت في بعض المجلات، ومن الأحاديث التي أذيعت من إذاعة حلب.
| الترتيب التسلسلي | اسم العمل                      | نوع العمل | دار النشر                           | تاريخ النشر | مكان النشر | المرجع | مُعرِّف ويكي بيانات | ملاحظات                          |
| ---------------- | ------------------------------ | --------- | ----------------------------------- | ----------- | ---------- | ------ | ---------------- | -------------------------------- |
| 1                | قواعد الكتابة العربية          | كتاب      | المطبعة العلمية                     | 1922        | حلب        | -      | Q109944236       |                                  |
| 2                | البيان والبديع                 | دراسة     | مطبعة العصر الجديد                  | 1936        | حلب        | -      | Q109853306       |                                  |
| 3                | ليس                            | مقالة     | مطبعة العصر الجديد                  | 1937        | حلب        | -      | Q109853682       |                                  |
| 4                | حلب                            | مقالة     | مطبعة النهضة                        | 1940        | حلب        | -      | Q109853891       |                                  |
| 5                | حلب: الجانب اللغوي من الكلمة   | -         | مطبعة الضاد                         | 1951        | حلب        | -      | Q109852017       |                                  |
| 6                | موسوعة حلب المقارنة            | كتاب      | -                                   | 1981 - 1987 | حلب        | -      | Q28936477        |                                  |
| 7                | أحياء حلب وأسواقها             | كتاب      | مطابع وزارة الثقافة والارشاد القومي | 1984        | دمشق       | -      | Q109853033       | من تحقيق عبد الفتاح رواس قلعة جي |
| 8                | ديوان أغاني القبة: نفحات صوفية | كتاب      | الهيئة العامة السورية للكتاب        | 2007        | دمشق       | -      | Q109852531       |                                  |
| 9                | يا ليل                         | كتاب      | منشورات وزارة الثقافة               | 2004        | دمشق       | -      | Q109944335       |                                  |

## وفاته
توفي خير الدين الأسدي في شوال 1391هـ الموافق كانون الأول (ديسمبر) 1971 في دار المبرَّة الإسلامية للعجزة.

## تكريمه
في الحادي عشر من كانون الثاني (يناير) عام 1983، منح حافظ الأسد رئيس الجمهورية السورية خير الدين الأسدي وسام الاستحقاق من الدرجة الأولى فلقي بذلك بعد وفاته التكريم الذي كان يستحقه في حياته.
وأطلق عام 2007 موقعاً لتوثيق التراث في مدينة حلب يحمل اسم خير الدين الأسدي علّامة حلب. كما أطلقت عام 2014 من كندا جوائز سنوية لتكريم كل من يتابع خُطى الأسدي في توثيق التراث غير المادي وهي الآن (2021) في إصدارها السابع و تضمّ أكثر من عشرين فئة لتوثيق التراث في سورية و في كل من : مصر، لبنان، العراق، فلسطين والأردن في الذكرى الخمسين لرحيله (1971-2021).

## وصلات خارجية
- موقع إي-سيريا : موسوعة «خير الدين الأسدي» نتاج 30 عاماً من البحث.
- النسخة الإلكترونية من موسوعة حلب المقارنة على موقع جمعية العاديات.